# Ketscher Wald
Das Gebiet Ketscher Wald ist ein mit Verordnung vom 11. Juni 2001 durch die Körperschaftsforstdirektion Karlsruhe ausgewiesener Schonwald (Schutzgebiet-Nummer 200396) in Baden-Württemberg.

## Lage
Der Schonwald liegt zwischen Ketsch und Schwetzingen im Rhein-Neckar-Kreis. Er ist ein nach Norden exponierter, artenreicher und gestufter Wald mit einem gut ausgebildeten, breiten Strauchmantel vor einem Eichenmischbestand.
Der Schonwald umfasst einen Teil der Rheinniederung zwischen Schwetzingen und Hockenheim. Das Waldschutzgebiet liegt im Staatswald Schwetzingen. Es befindet sich süd-westlich des Schwetzinger Schlossgartens und wird im Westen vom Ortsetter von Ketsch, im Norden und Osten von der Wald-Feld-Grenze und im Süden vom Schützenhausweg und dessen Verlängerung nach Westen begrenzt. Der Schonwald umfasst die Abteilungen 1 und 2 (je ganz) sowie 3–5 (je teilweise)
im Staatswald-Distrikt II „Ketscher Wald“.
Das Gebiet ist Teil des FFH-Gebiets Rheinniederung von Philippsburg bis Mannheim. Im Norden und Westen grenzt der Schonwald an das Landschaftsschutzgebiet Schwetzinger Schloßgarten und Umgebung.
Im Schutzgebiet liegen die Biotope Waldrand Ketscher Wald SW Schwetzingen mit der Biotopnummer 266172261070 und Althölzer SW "Ketscher Wald" mit der Biotopnummer 266172261072.

## Vegetation
Im Schonwald kommen laut Biotopkartierung die folgenden Pflanzen vor:
Feldahorn, Spitzahorn, Berg-Ahorn, Knoblauchsrauke, Buschwindröschen, Beifuß, Aronstab, Land-Reitgras, Wald-Bergminze,
Echte Zaunwinde, Gemeine Hainbuche, Gewöhnliche Waldrebe, Roter Hartriegel, Hohler Lerchensporn, Eingriffeliger Weißdorn, Besenginster,
Gewöhnliches Knäuelgras, Wilde Möhre, Einjähriges Berufkraut, Gewöhnlicher Spindelstrauch, Zypressen-Wolfsmilch, Scharbockskraut,
Gemeine Esche, Kletten-Labkraut, Echte Nelkenwurz, Gemeiner Efeu, Echtes Johanniskraut, Echte Walnuss, Stachel-Lattich, Gewöhnlicher Liguster,
Echtes Leinkraut, Pastinak, Vielblütige Weißwurz, Vogelkirsche, Schlehdorn, Stieleiche, Hundsrose, Himbeere,
Brombeeren, Schwarzer Holunder, Kanadische Goldrute, Vogelbeere, Große Sternmiere, Rainfarn, Sommerlinde, Gewöhnlicher Klettenkerbel,
Mittlerer Klee, Feldulme, Große Brennnessel, Wolliger Schneeball, Hänge-Birke, Zweigriffeliger Weißdorn, Gemeiner Hohlzahn, Ruprechtskraut,
Gundermann, Echter Hopfen, Kleines Springkraut, Gemeiner Rainkohl, Einblütiges Perlgras, Wald-Flattergras, Traubeneiche, Roteiche,
Gewöhnliche Robinie, Rote Lichtnelke, Wald-Ziest, Winterlinde, Bergulme, Wunder-Veilchen.

## Schutzzweck
Der Schutzzweck des Schonwalds ist gemäß Schutzgebietsverordnung
- die Erhaltung, Pflege und Entwicklung eines vielfältigen, für den ehemaligen Neckarschwemmfächer typischen Waldökosystems mit seinen besonderen Waldbiotopen.
- die Erhaltung der Altbestandsreste und der Eichen- und Hainbuchen-Überhälter als landschaftsprägende Strukturelemente und als Lebensraum seltener Tierarten.
- der langfristige Umbau der Roteichen-, Robinien- und Spitzahorn-Kleinbestände in den Standortswäldern entsprechende Wälder.
- die konsequente Förderung der Baumarten der Standortswälder bei Bestandespflege und Verjüngung unter besonderer Berücksichtigung der Eiche und seltener Baumarten.

## Betreuung
Wissenschaftlich betreut wird der Schonwald durch die Forstliche Versuchs- und Forschungsanstalt Baden-Württemberg (BVA).